# 少林寺 (八王子市)
少林寺（しょうりんじ）は、東京都八王子市滝山町にある仏教寺院。宗旨は曹洞宗系単立。

## 歴史
1570年（元亀元年）の創建で、開基は北条氏照、開山は氏照の乳母の子、桂巌暁嫩大和尚である。付近一帯が氏照が城主であった滝山城址（現在、東京都立公園「滝山自然公園」）を含めた緑地となっており、寺はその南東の山麓に位置している。1886年（明治19年）には火災により天保年間に建立された本堂が焼失したが、1993年(平成5年)に木造入母屋造りの本堂が再建された。現在は宗派不問の霊園を経営している。

## アクセス
- JR中央線八王子駅または京王電鉄京王八王子駅より西東京バス、杏林大学（左入経由）行き（左03）または純心女子学園（左入経由）行き（左01）、滝川2丁目下車、徒歩5分。あるいは戸吹、杏林大学または純心女子学園行き(ひよどり山トンネル経由)、純心女子学園下車徒歩10分。純心女子学園バス停の方が本数が多く、時間も早い。